# Jessie (serie televisiva)
Jessie è stata una serie televisiva americana, trasmessa dal 30 settembre 2011 al 16 ottobre 2015.
Protagonista è Debby Ryan, interprete anche del ruolo di Bailey nella serie televisiva, Zack e Cody sul ponte di comando. La serie è stata creata e prodotta da Pamela Eells O'Connell, ex scrittrice e produttrice esecutiva di Zack e Cody sul ponte di comando.
Il primo episodio venne mandato in onda negli Stati Uniti il 30 settembre 2011 su Disney Channel, mentre l'ultimo, a conclusione della quarta stagione, fu trasmesso il 16 ottobre 2015. In Italia ha debuttato il 23 dicembre 2011, terminando il 28 febbraio 2016.
Dalla serie è stato tratto uno spin-off trasmesso dal 31 luglio 2015, dal titolo, Summer Camp, con protagonisti, Peyton List, Karan Brar e Skai Jackson, nei rispettivi ruoli di Emma, Ravi e Zuri, ma senza la partecipazione di Debby Ryan, Kevin Chamberlin e Cameron Boyce, quest'ultimo per il suo ruolo da protagonista nella nuova serie di Disney XD, Gamers Mania.

## Trama
Jessie Prescott è una ragazza diciottenne, proveniente da una zona rurale del Texas, che si trasferisce a New York, per inseguire il suo sogno di diventare una grande attrice. Finirà, tuttavia, per trovare lavoro come tata  di 2 adolescenti e di 2 bambini della ricca famiglia Ross, ovvero Emma, Luke, Ravi e Zuri, figli dei celeberrimi Morgan e Christina. Verrà assistita dal pigro e sarcastico maggiordomo della famiglia, Bertram, e il giovane portinaio del palazzo, Tony, con cui Jessie intraprenderà una turbolenta relazione romantica. La ragazza troverà, però, difficoltà nel tenere a bada i ragazzi, a cui si affezionerà molto, e contemporaneamente impegnarsi per realizzare il suo sogno di diventare un'attrice. Riuscirà, alla fine, a realizzarlo, dovendo però lasciare il lavoro di tata della famiglia Ross.

## Episodi
| Stagione         | Episodi | Prima TV USA | Prima TV Italia |
| ---------------- | ------- | ------------ | --------------- |
| Prima stagione   | 26      | 2011-2012    | 2011-2012       |
| Seconda stagione | 26      | 2012-2013    | 2013-2014       |
| Terza stagione   | 26      | 2013-2014    | 2014-2015       |
| Quarta stagione  | 20      | 2015         | 2015-2016       |

## Personaggi e interpreti

### Personaggi principali
- Jessica "Jessie" Prescott (stagione 1-4), interpretata da Debby Ryan, doppiata da Joy Saltarelli.
Una ragazza idealista di 18 anni, che si sposta dalla sua città rurale texana a New York, con il sogno di diventare un'attrice. Suo padre è un militare ed  è molto rigido, sua madre è venuta a mancare qualche anno prima della serie. Diventa baby-sitter dei ragazzi della famiglia dei Ross, e nel mentre tenta di far funzionare la sua carriera d'attrice.
- Emma Evangeline Ross (ricorrente stagione 1, stagione 2-4), interpretata da Peyton Roi List, doppiata da Sara Labidi.
È la primogenita e unica figlia biologica di Morgan e Christina. È una ragazza dolce e frivola che ha sempre il giusto consiglio di moda per tutte le persone che la circondano. Dalla terza stagione inizia a lavorare all'Empire Skate Building.
- Lucas "Luke" Philibert Ross (stagione 1-4), interpretato da Cameron Boyce, doppiato da Francesco Ferri.
Primo ragazzo adottato dalla famiglia Ross, è malizioso e appassionato di videogiochi. È uno dei ragazzi più popolari della scuola, è bravo a ballare ed emerge anche nello sport. Ama fare scherzi ma nel profondo è un bravo ragazzo.
- Ravi Ross(stagione 1-4), interpretato da Karan Brar, doppiato da Riccardo Suarez.
Terzo e ultimo figlio adottato dalla famiglia Ross. È un ragazzino un po' strano, adottato dall'India, con una cultura orientale, ma entusiasta della sua nuova vita negli Stati Uniti. Venne adottato un mese prima della serie. Fa fatica ad inserirsi con gli altri bambini.
- Zuri Zenobia Ross(stagione 1-4), interpretata da Skai Jackson, doppiata da Arianna Vignoli.
Seconda figlia adottata dalla famiglia Ross, è una bambina proveniente dall'Uganda.[2] E' una delle prime persone che Jessie incontra arrivando a New York, ed è stata lei ad accoglierla come nuova tata. Anche se prima non lo ha mai ammesso, si rivelerà innamorata di Stuart.
- Bertram Winkle, interpretato da Kevin Chamberlin, doppiato da Roberto Stocchi.
Il maggiordomo dei Ross, pigro e dormiglione, raramente fa il suo lavoro. È un amante dell’opera lirica,[2] e adora mangiare, soprattutto il formaggio, confida molto spesso di non sopportare i Ross, ma in più occasioni rivela di tenere a loro, un paio di volte ha rivelato che preferisce Ravi, perché è quello che crea meno danni.
- Mrs. Kipling (stagione 1-3, ricorrente stagione 4), interpretato dal varano d'acqua Frank, è l'animale domestico portato dall'India di Ravi. Nella prima stagione veniva chiamata Mr. Kipling perché si credeva fosse un maschio, poi al termine della stagione si scopre essere in attesa di 12 piccoli di lucertole.

### Personaggi secondari
- Tony Chiccolini (ricorrente stagione 1-4), interpretato da Chris Galya, doppiato da Flavio Aquilone. Ventenne portiere del palazzo della famiglia Ross. Come Emma non è molto sveglio, lui insieme a Zuri è uno dei primi a conoscere Jessie, e inseguito diventa il suo fidanzato.
- Christina Ross (ricorrente stagione 1-4), interpretata da Christina Moore, doppiata da Barbara De Bortoli: mamma biologica di Emma ed adottiva dei ragazzi. E' un ex top-model donna d'affari.
- Morgan Ross (ricorrente stagione 1-2), interpretato da Charles Esten, doppiato da Vittorio Guerrieri: papà biologico di Emma ed adottivo dei ragazzi. Appare solo in 4 episodi. Fa il produttore televisivo e cinematografico.
- Connie "La pazza" Thompson (ricorrente stagione 1, guest star stagione 3), interpretata da Sierra McCormick, doppiata da Emanuela Ionica: ragazza innamorata di Luke che non è tanto in bolla.
- Rhoda Chesterfield (ricorrente stagione 1-4), interpretata da Carolyn Hennesy: è una donna ricca ed egoista che è a capo del consiglio condominiale dell'appartamento della famiglia Ross. Ama il suo chihuahua Zeus e Bertram. Ha avuto 6 mariti. Di tutti i bambini Ross, lei preferisce Emma, principalmente perché Emma la infastidiva di meno, e perché apprezza il suo gusto nel vestire. Sbaglia sempre il nome di Jessie. Ha due figli, Cassandra e Brooks, che ha differenza della madre sono dei grandi animalisti.  Appare in 12 episodi.
- Zeus: (ricorrente stagione 1-4) è un chihuahua che appartiene alla signora Chesterfield che vive al piano di sotto dei Ross e sembra essere molto intelligente perché ha aiutato Jessie e Zuri a trovare la tiara di Christina. Sembra che a Zeus non piaccia la signora Chesterfield come a tutti gli altri.
- Stuart Wooten (ricorrente stagione 2-3, guest star stagione 4), interpretato da J. J. Totah: ragazzino innamorato di Zuri molto elegante. Cerca di conquistarla in ogni modo e ci riuscirà nell'ultimo episodio in cui appare. Ha dei pantaloni per ogni occasione. Ha un tato di nome Hudson. Appare in 7 episodi.
- Hudson (guest star stagione 3, ricorrente stagione 4): tato di Stuart, fa sempre le cose più pericolose e non è tanto intelligente, infatti a fatto esplodere il balcone dei Ross ben due volte. Nella quarta stagione diventa compagno universitario di Jessie.
- Nanny Agatha (ricorrente stagione 1-2), interpretata da Jennifer Veal, doppiata da Gemma Donati: tata molto cattiva che odia Jessie. È anche molto brutta per via del suo dente sporgente e dei suoi brufoli, è solita sputacchiare mentre parla. Nonostante il suo odio reciproco verso Jessie, nel corso della serie si aiuteranno a vicenda. Ama l'agente Petey.
- Agente Petey (guest star stagione 1, ricorrente stagione 2) interpretato da Joey Richter, doppiato da Paolo Vivio: agente di polizia un po' imbranato che vorrebbe essere un attore. È innamorato della Tata Agatha.
- Rosie Liotta (ricorrente stagione 2), interpretata da Kelly Gould: era cresciuta in un appartamento sovraffollato nel Bronx, a causa del gran numero di membri della famiglia che ha. Sebbene originariamente avesse una relazione difficile con Emma Ross a causa delle loro differenze di classe e dei suoi pregiudizi, ora è una delle sue più strette confidenti.
- Bryn Breitbart (ricorrente stagione 2), interpretata da Katherine McNamara: è una ragazza snob e cattiva che frequenta la Walden High School ed è nemica di Emma Ross. Lei, in un primo momento, ha mentito a tutti dicendo che era un membro della famiglia reale danese e che era tredicesima in fila per il trono, ma alla fine è stato rivelato che mentiva e, in realtà, la sua famiglia produce carta igienica.
- Shaylee Michaels (ricorrente stagione 2-3), interpretata da Maia Mitchell, doppiata da Lucrezia Marricchi: attrice australiana che diventa la migliore amica di Jessie. Appare negli episodi 10 e 11 della stagione 2 e 26 e 27 della stagione 3.
- Brooks Wentworth (ricorrente stagione 3, guest star stagione 4), interpretato da Pierson Fodé: ragazzo fidanzato con Jessie alla fine della terza stagione. Jessie decide di lasciarlo perché lui vorrebbe andare con lei in Africa per seguire il suo sogno di animalista mentre Jessie vuole rimanere a New York per badare ai Ross e diventare un'attrice. È anche il figlio di Rhoda Chesterfield. Appare in 5 episodi.
- Boomer (ricorrente stagione 3), interpretato da Lombardo Boyar, doppiato da Alessandro Quarta: capo di Emma al lavoro all'Empire Skate Building, è inoltre lo zio di Connie la Pazza. Si fida ciecamente di Emma, infatti la maggior parte delle volte la lascia al comando.
- Salma Espinoza, interpretata Stephanie Beatriz: è la cuoca privata di un altro appartamento del condominio. Partecipa a una gara di salsa con Bertram, che è innamorato di lei. Appare solo nell'episodio 12 della stagione 2.
- Maybelle, interpretata da Stefanie Scott: è la nuova vicina di casa della famiglia Ross, Emma inizialmente non la vedeva molto bene per il suo accento e i suoi modi di fare grezzi. Appare solo nell'episodio 9 della stagione 3, ma viene menzionata in un altro.
- Timmy Finkleberg "McD", interpretato da John DeLuca: fidanzato di Shaylee Michaels e regista. Shaylee lo lascia quando Jessie gli dimostra che ci ha provato con tutte le attrici del cast.
- Vincent Liotta, interpretato da Garrett Backstrom: ragazzo di cui è innamorata Emma Ross, poi lei lo lascia perché lo ritiene irresponsabile ed egoista. Appare in un solo episodio.
- Mackenzie Griff "Mac la strega", interpretata da G. Hannelius: attrice che viene pagata da Connie per far finta di essere pazza con Luke, così che Connie possa avvicinarsi a lui. Appare nell'episodio 11 della stagione 3.
- Nanny Angela, interpretata da Jennifer Veal: sorella gemella di Nanny Agatha, è molto più bella di quest'ultima ma, diversamente da come appare all'inizio, nasconde un carattere egoista. Appare in un solo episodio.
- Cassandra Chesterfield, interpretata da Laura Spencer: è una dei due figli di Rhoda Chesterfield. È venuta nell'appartamento dei Ross per adottare i 12 figli di Mrs. Kipling. Appare solo nell'episodio 4 della stagione 2.
- Abbey, interpretata da Jillian Rose Reed: fa finta di essere una buona amica con Jessie, per poi provargli a rubare il lavoro d'attrice, ma non ci riesce. Anche lei, come Ravi, è appassionata di rettili e ha un geco. Appare nell'episodio 12 della stagione 3.
- Ted Hoover, interpretato da Spencer Boldman: è uno degli ex fidanzati di Jessie. È l'unico ragazzo che è stato scaricato da Jessie e non il contrario perché era molto brutto. Da quando Jessie lo ha lasciato ha perso molto peso, si è depilato, ha rimosso la gobba sulla schiena e ora è diventato un modello. Appare solo nell episodio 25 della stagione 2.

Jordan Taylor, interpretato da Lachlan Buchanan: è un famoso attore australiano. Appare in un solo episodio.
- Brody Winton, interpretato da Ben Bledsoe: ha chiesto a Jessie un appuntamento, lei non sapeva che ha già una ragazza di nome Caitlin e che è un idiota con gli altri. Jessie alla fine scopre le sue vere intenzioni e si oppone a lui. Zuri lo odiava dalla prima volta che l'aveva visto.
- Trevor, interpretato da Devan Leo: affronta Luke e il suo partner in una partita di paintball, insieme a suo fratello Derk. Sfortunatamente, alla fine finiscono per perdere contro la loro squadra, essendo lui l'ultimo ad essere eliminato da loro due. Trevor è egoista quanto suo fratello maggiore. Appare in un solo episodio.
- Derk: è il fratello maggiore di Trevor ed è stato in prigione. Appare in un solo episodio.
- Wendy McMillan, interpretata da Isabella Cramp: è la figlia di James McMillan. Zuri ha cercato di essere amica di Wendy per Jessie, ma ha scoperto che Wendy era cattiva e prepotente. Zuri ha detto a Jessie che era un mostro, ma tutto ciò che voleva era passare del tempo con suo padre. Appare in un solo episodio.
- James McMillan, interpretato da Stephen Guarino: è un famoso direttore del casting che ha offerto a Jessie un'audizione in cambio della sorveglianza di sua figlia, Wendy. Si è dimostrato molto impegnato poiché parla sempre al telefono o in un'azienda, da qui la causa del comportamento mostruoso di sua figlia. Quando Jessie se ne rende conto, convince il suo aspirante capo ad allentare il suo lavoro in modo che possa trascorrere del tempo con sua figlia. Appare in un solo episodio.

### Famiglia di Jessie
- Darla Shannon (guest star stagione 2 e 4), interpretata da Molly Burnett: è la nemica dell'infanzia di Jessie Prescott in Texas, le due si odiano ancora adesso. Dopo il matrimonio del padre di Jessie e della madre di Darla le nemiche sono divenute anche sorelle. Jessie molto spesso parla del giorno in cui Darla l'aveva buttata in un pozzo. Darla è un'assistente di volo. Jessie la farà licenziare.
- JW Prescott (Tenente Prescott) (guest star stagione 2), interpretato da James Patrick Stuart: è il padre di Jessie e si sposa con Beverly Shannon. Da come Jessie ne parla si mostra molto severo, ma vuole molto bene a sua figlia. Appare negli episodi 27 e 28 della stagione 2.
- Beverly Shannon (guest star stagione 2), interpretata da Molly Shannon: è la madre di Darla e Caleb e si sposa col padre di Jessie. Appare negli episodi 27 e 28 della stagione 2.
- Caleb Shannon (guest star stagione 2), interpretato da Dylan Boyack: è il figlio di Beverly e il fratello di Darla. Si era fidanzato con Emma Ross prima che quest'ultima lasciasse il Texas per tornare a New York. Appare negli episodi 27 e 28 della stagione 2.

### Animali di Zuri
- Zeebee la zebra: è una zebra che è apparsa per la prima volta per il regalo di compleanno di Zuri preso dallo zoo. Zuri in seguito irrompe nello zoo e porta Zeebee per una giornata piena di divertimento.
- Gladys la giraffa: è stata acquistata da Zuri in Africa durante la sua permanenza lì.

### Personaggi degli episodi "Le Vacanze Hawaiane di Jessie"
- Joey Rooney, interpretato da Joey Bragg: è un personaggio della famiglia Rooney della serie Liv e Maddie. È un ragazzino goffo e stupido. Ha una relazione con Emma Ross perché ha catturato un maialino che lei e lui trattano come un figlio. Appare negli episodi 26 e 27 della stagione 3 in cui i Ross, i Rooney e Shaylee Michaels sono alle Hawaii.
- Parker Rooney, interpretato da Tenzing Norgay Trainor: è un personaggio della famiglia Rooney della Liv e Maddie. È un ragazzino furbo e intelligente come Zuri Ross, con la quale crea una bancarella di pietre per fare soldi. Appare negli episodi 26 e 27 della stagione 3 in cui i Ross, i Rooney e Shaylee Michaels sono alle Hawaii.
- Keahi, interpretata da Amy Hill: è una guida turistica delle Hawaii. Appare negli episodi 26 e 27 della stagione 3 in cui i Ross, i Rooney e Sheylee Michaels sono alle Hawaii.
- Kevin Randolf, interpretato da Wayne Wilderson: è un regista che vuole fare una serie crime ambientata alle Hawaii. Jessie faceva parte del cast come protagonista, ma dopo che ha visto la famosa attrice Shaylee Michaels lì ha licenziato Jessie per dare il ruolo più importante alla nuova arrivata. Appare negli episodi 26 e 27 della stagione 3 in cui i Ross, i Rooney e Shaylee Michaels sono alle Hawaii. Il cast principale

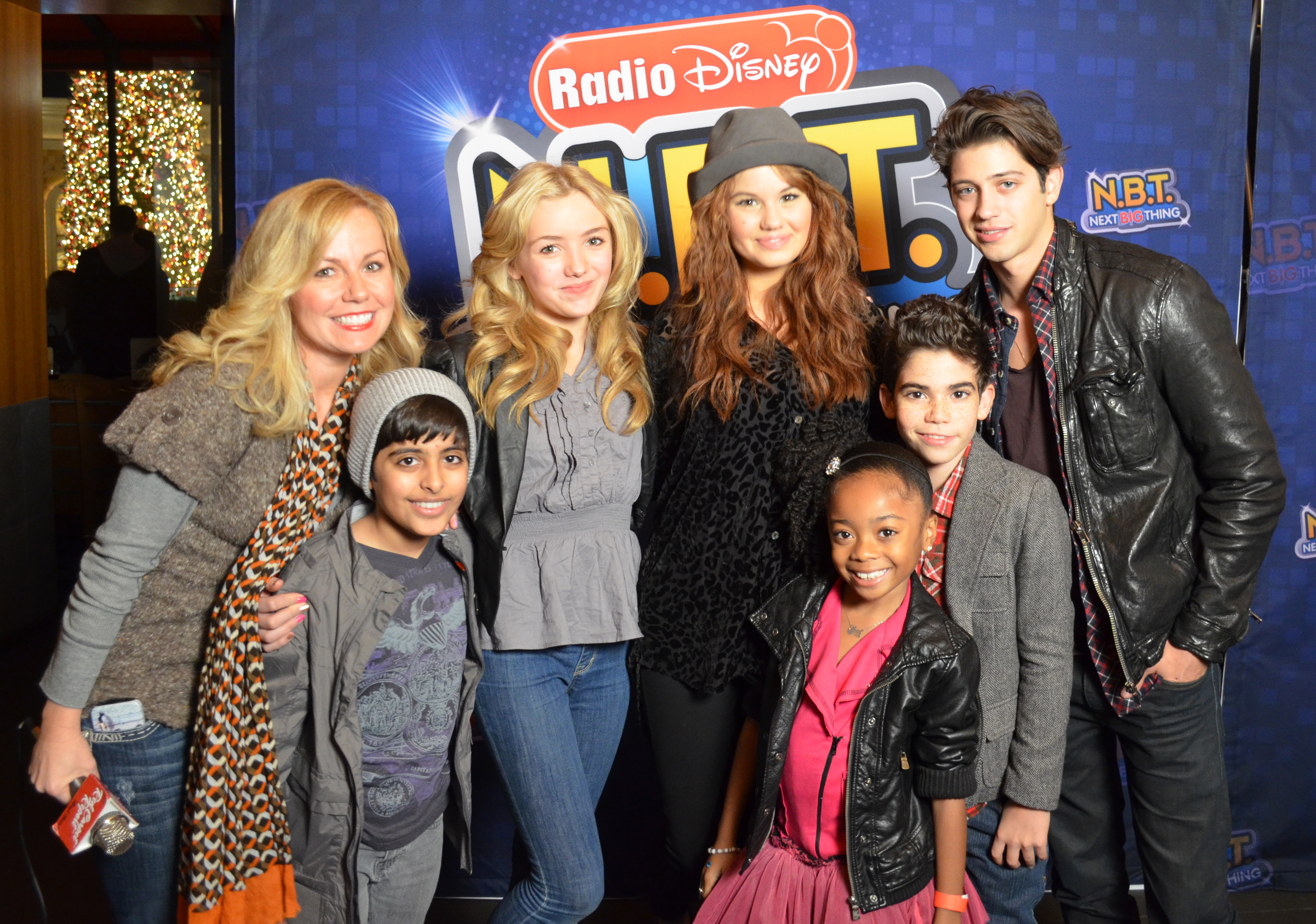
Il cast principale

## Episodi speciali

### Jessie - Il grande debutto
Conosciuto anche come, Jessie attrice a tutti i costi, questo è il primo episodio speciale, della durata di un'ora della serie, e cronologicamente appartiene alla seconda stagione. È andato in onda in Prima TV il 15 febbraio 2013 negli Stati Uniti, mentre in Italia è stato trasmesso il 6 luglio 2013 su Disney Channel.
Dal 13 dicembre 2016, in Italia, l'episodio venne diviso in due parti con titoli differenti: Jessie debutta sul set per la prima parte e Jessie, il gorilla e altri animali per la seconda parte.

### Una sorpresa da papà
È il secondo episodio speciale di un'ora, nonché l'ultimo episodio della seconda stagione. Fu trasmesso in Prima TV il 13 settembre 2013 negli Stati Uniti, mentre in Italia il 1º marzo 2014 su Disney Channel.

### I Ross in vacanza
È il terzo episodio speciale, stavolta formato da tre episodi, e fa parte della quarta stagione. Gli episodi sono stati mandati in onda dal 5 al 7 giugno 2015 negli Stati Uniti, mentre in Italia regolarmente il 17, 24 e 31 gennaio 2016 su Disney Channel.

### Crossover

#### Austin & Jessie & Ally: Tutti insieme per Capodanno!
Nel novembre 2012, Disney Channel ha annunciato un crossover con Austin & Ally. L'episodio è andato in onda in Prima TV il 7 dicembre 2012 negli Stati Uniti, come episodio speciale natalizio di un'ora. In Italia è andato in onda il 21 dicembre 2013 su Disney Channel. Narra di Jessie e i Ross al concerto di Austin Moon dove non trovano Zuri, finito il concerto e ritrovata Zuri, Austin, Ally, Dez e Trish vanno a casa Ross dove rimangono un po', poi Jessie ruba a Zuri il suo tema e lo spaccia per una sua canzone che canterà con Austin, a mistero scoperto cantano la canzone dando i meriti alla piccola scrittrice

#### Buona fortuna Jessie: Natale a NY
Il 29 ottobre 2013 è stato annunciato un crossover natalizio di un'ora con la serie, Buona fortuna Charlie, andato in onda il 29 novembre 2013. In Italia viene mandato in onda il 13 dicembre 2014 su Disney Channel. La trama parla di Jessie che invita Teddy e Pj Duncan a dormire a casa Ross per natale, la mattina di natale non ricordano cosa sia successo e trovano i regali, poi ricordano che i regali erano alla pista di pattinaggio poiché Jessie aveva preparato una caccia al tesoro e non ricordavano nulla a causa di un esperimento di Ravi.

#### Notte di Halloween al Museo
È un crossover animato di Halloween con Ultimate Spider-Man. È l'unico episodio di Jessie a cartone animato. Negli Stati Uniti è andato in onda il 10 ottobre 2014. In Italia è stato trasmesso su Disney Channel il 16 maggio 2015.

#### Le vacanze hawaiiane di Jessie
È un episodio natalizio di un'ora di Jessie con ospiti Parker e Joey della serie Liv e Maddie. È stato girato nel febbraio 2014 ed e trasmesso il 28 novembre 2014 negli Stati Uniti, mentre in Italia è stato trasmesso il 19 dicembre 2015 su Disney Channel. Jessie ottiene una parte alle Hawaii e va con i Ross lì per Natale, trovandovi la sua amica Sheiley, che l'accompagna sul set. Il regista dà a Sheiley la parte di Jessie, licenziando la futura attrice.

#### Karate Kid-tastrofe
L'episodio è il quinto della quarta stagione della serie e vede Jessie ed Emma raggiungere il Tipton Hotel, realizzando un crossover con la serie Zack e Cody al Grand Hotel. Jessie incontra il signor Moseby (Phill Lewis), uno dei protagonisti dell'altra serie.

#### Monstrober Spooktacular Weekend
Per la programmazione americana del mese di ottobre 2015, Disney Channel offre una serie di nuovi episodi imperniati sul periodo di Halloween, e considerati come dei mini-crossover.
Jessie vanta due crossover:
- Sorpresa di Halloween (episodio di Jessie), andato in onda negli Stati Uniti il 2 ottobre 2015, mentre in Italia il 3 ottobre 2015 su Disney Channel. L'episodio ha come ospiti speciali Austin North e Sarah Gilman della serie televisiva statunitense, Non sono stato io.
- La sera di Halloween (episodio di K.C. Agente Segreto), andato in onda negli Stati Uniti il 4 ottobre 2015, mentre in Italia, in replica è andato in onda, il 28 marzo 2016 su Disney Channel. L'episodio ha come ospiti speciali Peyton List e Skai Jackson da Jessie.

I 7 episodi della programmazione, sono tutti collegati tra di loro.

## Produzione
La serie televisiva statunitense, Jessie, ha saltato la fase dell'episodio pilota, e messa direttamente in produzione da Disney Channel. Lo show venne registrato presso l'Hollywood Center Studios e si ambienta a New York. L'inizio della produzione della serie, venne annunciato il 9 giugno 2011. L'11 marzo 2012 venne annunciato la seconda stagione della serie, le cui riprese iniziarono, negli Stati Uniti, il 9 luglio 2012. La sigla Hey Jessie è cantata da Debby Ryan.
Inizialmente la serie era stata pensata con caratteristiche dei personaggi diverse:
- Emma si sarebbe dovuta chiamare Anabel
- Luke avrebbe dovuto, inizialmente, essere adottato dalla Corea del Sud e chiamarsi Hiro
- Ravi avrebbe dovuto essere adottato dal Sud America e chiamarsi Javier
- Mrs. Kipling avrebbe dovuto essere un roditore, il capibara
- Christina Ross, la mamma dei piccoli Ross, si sarebbe dovuta chiamare Pandora e avrebbe dovuto essere una fotografa.

## Spin-off
Annunciata il 25 febbraio 2015, la serie, Summer Camp nonché spin-off della serie madre, racconta le avventure di Emma, Zuri e Ravi che frequentano un campo estivo insieme ai loro nuovi amici. Lo spin-off, inoltre, è ambientato dopo la fine di Jessie ed è andato in onda su Disney Channel il 31 luglio 2015, mentre in Italia dal 6 marzo 2016.

## Versione indiana
In India, è stata prodotta una versione indiana della serie "Oye Jassie" con un cast indiano che interpretava gli stessi personaggi, con nomi diversi, ma con caratteristiche simili agli originali. Ogni episodio è uguale ad un altro della versione americana e ha lo stesso copione, infatti nella versione indiana all'inizio dell'episodio appare la scritta: ''Ideato da Pamela Eells O' Connell'', cioè la scrittrice e ideatrice della serie originale.

## Controversie
L'episodio, Un passo importante, inizialmente previsto per la trasmissione negli Stati Uniti d'America il 17 maggio 2013, ma disponibile online e on-demand, non è stato trasmesso a causa di riferimenti, ritenuti offensivi verso le persone affette da celiachia.
Successivamente modificato, l'episodio è stato mandato in onda il 5 luglio 2013, in una nuova versione.

## Riconoscimenti
- 2015 - Kids' Choice Awards[6]
  - Nomination Programma TV per ragazzi preferito
  - Nomination Attrice TV preferita a Debby Ryan